# Юмашево (Кораблинский район)
Юмашево — деревня в Кораблинском районе Рязанской области России, входит в состав Пустотинского сельского поселения. 

## Географическое положение
Юмашево находится в северо-западной части Кораблинского района, в 10 км к северо-западу от райцентра.
Ближайшие населённые пункты:

— село Курбатово примыкает с юга.
Природа
Северо-восточнее деревни происходит впадение реки Рановы в реку Проню.
К северу и к востоку, ближе к рекам, раскинулись луга, которые иссечены озёрами и старицами. К западу раскинулись сельхозугодья за которыми произрастает лес.

## Население
| 1859 | 1897 | 1906 | 2010 |
| ---- | ---- | ---- | ---- |
| 545  | ↗829 | ↗945 | ↘29  |

## История
В платежных книгах Пехлецкого стана 1594–1597 годов упоминается деревня Юмашевы.

## Хозяйство
В деревне действует молочно-товарная ферма ООО «Курбатовское».

## Инфраструктура
Дорожная сеть
Юмашево является конечным пунктом автотрассы муниципального значения «Троица-Курбатово-Юмашево».
Уличная сеть
Дома в деревне тянутся вдоль асфальтированной дороги. Улица не имеет названия.